# Grand Prix Femenino de la FIDE 2015-16
El Grand Prix Femenino de la FIDE 2015-16 fue una serie de cinco torneos de ajedrez exclusivamente para mujeres, que formaron parte del ciclo de clasificación para el Campeonato Mundial Femenino de Ajedrez 2018 . La ganadora del Grand Prix desafiaría a Tan Zhongyi, campeona mundial femenina de ajedrez de 2017.

## Formato
16 de las mejores jugadoras del mundo fueron seleccionadas para competir en estos torneos. Cada una acepta y se compromete a participar en exactamente tres de estos torneos. Ellas ordenaron su preferencia de torneos una vez que se anunció la lista final de ciudades anfitrionas y se asignaron las fechas a cada ciudad anfitriona.
Cada torneo es un torneo de todos contra todos de 12 jugadoras. Luego, se asignaron puntos de gran premio de acuerdo con la posición de cada jugador en el torneo: 160 puntos de gran premio para el primer lugar, 130 para el segundo lugar, 110 para el tercer lugar y luego 90 hasta 10 puntos en pasos de 10. En caso de empate en los puntos, los puntos del gran premio se reparten equitativamente entre los jugadores empatados.
De estos,se tomaron sólo los tres mejores resultados de cada jugadora en consideración. Aquella con más puntos  es la ganadora.

## Participantes
| Jugadora             | Método de Clasificación                     | Notas |
| -------------------- | ------------------------------------------- | ----- |
| Mariya Muzychuk      | Ganadora del Campeonato del Mundo 2015      |       |
| Natalia Pogonina     | Finalista del Campeonato del Mundo 2015     |       |
| Pia Cramling         | Semifinalista del Campeonato del Mundo 2015 |       |
| Dronavalli Harika    | Semifinalista del Campeonato del Mundo 2015 |       |
| Hou Yifan            | Rating                                      |       |
| Humpy Koneru         | Rating                                      |       |
| Nana Dzagnidze       | Rating                                      |       |
| Ju Wenjun            | Rating                                      |       |
| Anna Muzychuk        | Rating                                      |       |
| Valentina Gunina     | Rating                                      |       |
| Antoaneta Stefanova  | Nominada                                    |       |
| Aleksandra Kosteniuk | Nominada                                    |       |
| Almira Skripchenko   | Invitada                                    |       |
| Sara Khadem          | Invitada                                    |       |
| Nino Batsiashvili    | Invitada                                    |       |
| Zhao Xue             | Invitada                                    |       |
| Olga Girya           | Invitada                                    |       |
| Natalia Zhukova      | Reemplazo                                   |       |
| Lela Javakhishvili   | Reemplazo                                   |       |
| Bela Khotenashvili   | Reemplazo                                   |       |
| Elina Danielian      | Reemplazo                                   |       |
| Tan Zhongyi          | Reemplazo                                   |       |

## Desempates
Con el objetivo de determinar un único ganador claro para jugar en el Challenger Match y en el caso de que dos o más jugadores tengan los mismos puntos acumulados en la parte superior, se utilizarán los siguientes criterios (en orden descendente) para decidir el ganador general:
1. El cuarto resultado no está ya entre las tres mejores actuaciones.
2. El número de total puntos totales anotados en los cuatro torneos.
3. El número de primeros puestos
4. El número de segundos puestos
5. El número de juegos ganados
6. Sorteo

## Resultados

### Clasificación final
|    | Jugadora             | Monte Carlo | Teherán | Batumi | Chengdu | Janty- Mansisk | Mejores 3 |
| -- | -------------------- | ----------- | ------- | ------ | ------- | -------------- | --------- |
| 1  | Ju Wenjun            |             | 160     |        | 93⅓     | 160            | 413⅓      |
| 2  | Humpy Koneru         | 120         | 70      |        | 145     |                | 335       |
| 3  | Valentina Gunina     |             | 45      | 160    |         | 82             | 287       |
| 4  | Aleksandra Kosteniuk | 65          |         | 130    |         | 82             | 277       |
| 5  | Dronavalli Harika    |             | 45      |        | 145     | 82             | 272       |
| 6  | Zhao Xue             |             | 120     | 70     | 60      |                | 250       |
| 7  | Nino Batsiashvili    |             | 15      | 100    |         | 130            | 245       |
| 8  | Anna Muzychuk        | 30          |         | 100    | 93⅓     |                | 223⅓      |
| 9  | Mariya Muzychuk      | 120         |         | 40     | 60      |                | 220       |
| 10 | Sara Khadem          | 10          | 120     |        |         | 82             | 212       |
| 11 | Nana Dzagnidze       | 50          | 85      | 70     |         |                | 205       |
| 12 | Natalia Pogonina     | 85          | 85      |        |         | 25             | 195       |
| 13 | Antoaneta Stefanova  | 65          | 15      |        | 93⅓     |                | 173⅓      |
| 14 | Hou Yifan            | 160         |         |        |         |                | 160       |
| 15 | Olga Girya           |             |         | 40     | 35      | 82             | 157       |
| 16 | Natalia Zhukova      | 30          | 60      |        |         | 50             | 140       |
| 17 | Pia Cramling         | 85          | 30      |        | 10      |                | 125       |
| 18 | Almira Skripchenko   | 30          |         | 70     |         | 10             | 110       |
| 19 | Bela Khotenashvili   |             |         | 10     | 60      | 40             | 110       |
| 20 | Lela Javakhishvili   |             |         | 40     | 35      | 25             | 100       |
| 21 | Elina Danielian      |             |         | 20     |         |                | 20        |
| 21 | Tan Zhongyi          |             |         |        | 20      |                | 20        |

### Montecarlo
|    | Jugadora             | Elo  | 1 | 2 | 3 | 4 | 5 | 6 | 7 | 8 | 9 | 10 | 11 | 12 | Pts. |
| -- | -------------------- | ---- | - | - | - | - | - | - | - | - | - | -- | -- | -- | ---- |
| 1  | Hou Yifan            | 2671 |   | 1 | 0 | 1 | 1 | ½ | 1 | 1 | ½ | 1  | 1  | 1  | 9    |
| 2  | Mariya Muzychuk      | 2528 | 0 |   | 1 | ½ | ½ | ½ | 1 | 1 | ½ | 1  | ½  | ½  | 7    |
| 3  | Humpy Koneru         | 2578 | 1 | 0 |   | ½ | ½ | 1 | 0 | 1 | 0 | 1  | 1  | 1  | 7    |
| 4  | Pia Cramling         | 2513 | 0 | ½ | ½ |   | ½ | ½ | 1 | ½ | ½ | 0  | 1  | 1  | 6    |
| 5  | Natalia Pogonina     | 2445 | 0 | ½ | ½ | ½ |   | ½ | 0 | 1 | 1 | ½  | ½  | 1  | 6    |
| 6  | Aleksandra Kosteniuk | 2525 | ½ | ½ | 0 | ½ | ½ |   | 0 | 1 | ½ | ½  | ½  | 1  | 5½   |
| 7  | Antoaneta Stefanova  | 2500 | 0 | 0 | 1 | 0 | 1 | 1 |   | 0 | ½ | ½  | ½  | 1  | 5½   |
| 8  | Nana Dzagnidze       | 2573 | 0 | 0 | 0 | ½ | 0 | 0 | 1 |   | 1 | ½  | ½  | 1  | 5    |
| 9  | Almira Skripchenko   | 2441 | 0 | ½ | 0 | 0 | ½ | ½ | ½ | 0 |   | 1  | ½  | 1  | 4½   |
| 10 | Natalia Zhukova      | 2485 | 0 | 0 | 0 | 1 | ½ | ½ | ½ | ½ | ½ |    | ½  | ½  | 4½   |
| 11 | Anna Muzychuk        | 2549 | ½ | ½ | 1 | ½ | 0 | ½ | ½ | 0 | 0 | ½  |    | ½  | 4½   |
| 12 | Sara Khadem          | 2402 | 0 | ½ | 0 | 0 | 0 | 0 | 0 | 0 | ½ | ½  | 0  |    | 1½   |

### Teherán
|    | Jugadora            | Elo  | 1 | 2 | 3 | 4 | 5 | 6 | 7 | 8 | 9 | 10 | 11 | 12 | Pts. |
| -- | ------------------- | ---- | - | - | - | - | - | - | - | - | - | -- | -- | -- | ---- |
| 1  | Ju Wenjun           | 2558 |   | ½ | ½ | ½ | 1 | 1 | ½ | ½ | ½ | 1  | 1  | ½  | 7½   |
| 2  | Sara Khadem         | 2403 | ½ |   | 1 | ½ | ½ | ½ | 0 | 1 | ½ | ½  | 1  | 1  | 7    |
| 3  | Zhao Xue            | 2506 | ½ | 0 |   | 1 | ½ | 0 | 1 | ½ | 1 | 1  | ½  | 1  | 7    |
| 4  | Natalia Pogonina    | 2454 | ½ | ½ | 0 |   | 1 | 1 | 0 | ½ | 1 | 1  | 0  | 1  | 6½   |
| 5  | Nana Dzagnidze      | 2529 | 0 | ½ | ½ | 0 |   | ½ | 1 | 1 | 1 | 0  | 1  | 1  | 6½   |
| 6  | Humpy Koneru        | 2583 | 0 | ½ | 1 | 0 | ½ |   | ½ | 1 | ½ | ½  | 1  | ½  | 6    |
| 7  | Natalia Zhukova     | 2484 | ½ | 1 | 0 | 1 | 0 | ½ |   | ½ | 1 | 0  | ½  | ½  | 5½   |
| 8  | Valentina Gunina    | 2496 | ½ | 0 | ½ | ½ | 0 | 0 | 0 |   | ½ | 1  | ½  | 1  | 4½   |
| 9  | Dronavalli Harika   | 2511 | ½ | ½ | 0 | 0 | 0 | ½ | ½ | ½ |   | ½  | 1  | ½  | 4½   |
| 10 | Pia Cramling        | 2529 | 0 | ½ | 0 | 0 | 1 | ½ | 1 | 0 | ½ |    | ½  | 0  | 4    |
| 11 | Antoaneta Stefanova | 2509 | 0 | 0 | ½ | 1 | 0 | 0 | ½ | ½ | 0 | ½  |    | ½  | 3½   |
| 12 | Nino Batsiashvili   | 2485 | ½ | 0 | 0 | 0 | 0 | ½ | ½ | 0 | ½ | 1  | ½  |    | 3½   |

### Batumi
|    | Jugadora             | Elo  | 1 | 2 | 3 | 4 | 5 | 6 | 7 | 8 | 9 | 10 | 11 | 12 | Pts. |
| -- | -------------------- | ---- | - | - | - | - | - | - | - | - | - | -- | -- | -- | ---- |
| 1  | Valentina Gunina     | 2497 |   | 1 | ½ | 1 | 1 | 0 | ½ | 1 | 1 | 0  | 1  | ½  | 7½   |
| 2  | Aleksandra Kosteniuk | 2557 | 0 |   | ½ | ½ | 1 | 1 | ½ | ½ | 0 | 1  | 1  | ½  | 6½   |
| 3  | Nino Batsiashvili    | 2476 | ½ | ½ |   | 1 | ½ | 0 | ½ | ½ | 1 | 1  | 0  | ½  | 6    |
| 4  | Anna Muzychuk        | 2555 | 0 | ½ | 0 |   | 1 | ½ | 1 | ½ | 1 | ½  | ½  | ½  | 6    |
| 5  | Zhao Xue             | 2504 | 0 | 0 | ½ | 0 |   | 1 | 1 | ½ | 1 | 0  | ½  | 1  | 5½   |
| 6  | Nana Dzagnidze       | 2535 | 1 | 0 | 1 | ½ | 0 |   | ½ | 0 | ½ | 1  | ½  | ½  | 5½   |
| 7  | Almira Skripchenko   | 2453 | ½ | ½ | ½ | 0 | 0 | ½ |   | 1 | ½ | ½  | ½  | 1  | 5½   |
| 8  | Mariya Muzychuk      | 2561 | 0 | ½ | ½ | ½ | ½ | 1 | 0 |   | ½ | 1  | 0  | ½  | 5    |
| 9  | Lela Javakhishvili   | 2489 | 0 | 1 | 0 | 0 | 0 | ½ | ½ | ½ |   | ½  | 1  | 1  | 5    |
| 10 | Olga Girya           | 2442 | 1 | 0 | 0 | ½ | 1 | 0 | ½ | 0 | ½ |    | 1  | ½  | 5    |
| 11 | Elina Danielian      | 2445 | 0 | 0 | 1 | ½ | ½ | ½ | ½ | 1 | 0 | 0  |    | ½  | 4½   |
| 12 | Bela Khotenashvili   | 2493 | ½ | ½ | ½ | ½ | 0 | ½ | 0 | ½ | 0 | ½  | ½  |    | 4    |

### Chengdu
|    | Jugadora            | Elo  | 1 | 2 | 3 | 4 | 5 | 6 | 7 | 8 | 9 | 10 | 11 | 12 | Pts. |
| -- | ------------------- | ---- | - | - | - | - | - | - | - | - | - | -- | -- | -- | ---- |
| 1  | Dronavalli Harika   | 2526 |   | 1 | ½ | ½ | ½ | ½ | ½ | ½ | 1 | ½  | 1  | ½  | 7    |
| 2  | Humpy Koneru        | 2575 | 0 |   | ½ | 1 | 0 | ½ | 1 | 1 | ½ | 1  | 1  | ½  | 7    |
| 3  | Ju Wenjun           | 2578 | ½ | ½ |   | ½ | 1 | ½ | 0 | ½ | ½ | ½  | ½  | 1  | 6    |
| 4  | Antoaneta Stefanova | 2512 | ½ | 0 | ½ |   | ½ | ½ | 1 | ½ | 1 | ½  | ½  | ½  | 6    |
| 5  | Anna Muzychuk       | 2545 | ½ | 1 | 0 | ½ |   | 1 | ½ | ½ | ½ | ½  | ½  | ½  | 6    |
| 6  | Bela Khotenashvili  | 2454 | ½ | ½ | ½ | ½ | 0 |   | ½ | 1 | ½ | 0  | ½  | 1  | 5½   |
| 7  | Zhao Xue            | 2510 | ½ | 0 | 1 | 0 | ½ | ½ |   | ½ | ½ | ½  | ½  | 1  | 5½   |
| 8  | Mariya Muzychuk     | 2545 | ½ | 0 | ½ | ½ | ½ | 0 | ½ |   | ½ | ½  | 1  | 1  | 5½   |
| 9  | Lela Javakhishvili  | 2487 | 0 | ½ | ½ | 0 | ½ | ½ | ½ | ½ |   | 1  | ½  | ½  | 5    |
| 10 | Olga Girya          | 2444 | ½ | 0 | ½ | ½ | ½ | 1 | ½ | ½ | 0 |    | ½  | ½  | 5    |
| 11 | Tan Zhongyi         | 2495 | 0 | 0 | ½ | ½ | ½ | ½ | ½ | 0 | ½ | ½  |    | ½  | 4    |
| 12 | Pia Cramling        | 2463 | ½ | ½ | 0 | ½ | ½ | 0 | 0 | 0 | ½ | ½  | ½  |    | 3½   |

### Janty-Mansisk
|    | Jugadora             | Elo  | 1 | 2 | 3 | 4 | 5 | 6 | 7 | 8 | 9 | 10 | 11 | 12 | Pts. |
| -- | -------------------- | ---- | - | - | - | - | - | - | - | - | - | -- | -- | -- | ---- |
| 1  | Ju Wenjun            | 2580 |   | 1 | 1 | 1 | ½ | ½ | 0 | ½ | ½ | ½  | 1  | +  | 7½   |
| 2  | Nino Batsiashvili    | 2489 | 0 |   | 0 | ½ | 1 | ½ | 1 | 1 | 1 | ½  | 0  | 1  | 6½   |
| 3  | Valentina Gunina     | 2525 | 0 | 1 |   | 0 | ½ | 1 | 1 | 0 | 0 | ½  | 1  | 1  | 6    |
| 4  | Sara Khadem          | 2435 | 0 | ½ | 1 |   | ½ | ½ | ½ | ½ | ½ | 1  | ½  | ½  | 6    |
| 5  | Dronavalli Harika    | 2543 | ½ | 0 | ½ | ½ |   | ½ | ½ | 1 | ½ | ½  | ½  | 1  | 6    |
| 6  | Olga Girya           | 2450 | ½ | ½ | 0 | ½ | ½ |   | ½ | ½ | 0 | 1  | 1  | 1  | 6    |
| 7  | Aleksandra Kosteniuk | 2555 | 1 | 0 | 0 | ½ | ½ | ½ |   | ½ | ½ | 1  | 1  | ½  | 6    |
| 8  | Natalia Zhukova      | 2448 | ½ | 0 | 1 | ½ | 0 | ½ | ½ |   | ½ | ½  | ½  | 1  | 5½   |
| 9  | Bela Khotenashvili   | 2426 | ½ | 0 | 1 | ½ | ½ | 1 | 0 | ½ |   | 0  | ½  | ½  | 5    |
| 10 | Natalia Pogonina     | 2492 | ½ | ½ | ½ | 0 | ½ | 0 | 0 | ½ | ½ |    | ½  | ½  | 4½   |
| 11 | Lela Javakhishvili   | 2461 | 0 | 1 | 0 | ½ | ½ | 0 | ½ | ½ | ½ | ½  |    | ½  | 4½   |
| 12 | Almira Skripchenko   | 2455 | - | 0 | 0 | ½ | 0 | 0 | ½ | 0 | ½ | ½  | ½  |    | 2½   |